# Puerto Santander (ort)
Puerto Santander är en ort i Colombia.   Den ligger i departementet Norte de Santander, i den norra delen av landet, 500 km norr om huvudstaden Bogotá. Puerto Santander ligger 50 meter över havet och antalet invånare är 16 275.
Terrängen runt Puerto Santander är platt. Runt Puerto Santander är det ganska tätbefolkat, med 54 invånare per kvadratkilometer. Puerto Santander är det största samhället i trakten. Omgivningarna runt Puerto Santander är en mosaik av jordbruksmark och naturlig växtlighet.